# エイジャックス (軽巡洋艦)
|          | |
|          | |
| 艦歴     | |
| 運用国   | イギリス |
| 艦種     | 軽巡洋艦 |
| 級名     | リアンダー級軽巡洋艦 |
| モットー | Nec Quisquam Nisi Ajax （ラテン：エイジャックスに勝るものなし） |
| 発注     | ヴィッカース社 バロー＝イン＝ファーネス |
| 起工     | 1933年2月7日 |
| 進水     | 1934年3月1日 |
| 就役     | 1935年6月3日 |
| 改装     | 1938年1月11日 |
| 退役     | 1948年2月 |
| その後   | 1949年11月18日解体処分 |
| 性能諸元 | |
| 排水量   | 基準:7,270トン 満載:9,740トン |
| 全長     | 169.1m |
| 全幅     | 17m |
| 吃水     | 5.8m |
| 機関     | アドミラリティ式重油専焼三胴水管缶6基 パーソン式ギヤード・タービン4基4軸推進 |
| 最大出力 | 72,000 bhp (54 MW) |
| 最大速力 | 32.5ノット (59 km/h) |
| 乗員     | 平時：550名 戦時：680名 |
| レーダー | 284型/286型（対空警戒） 273型/271型（水上警戒） 285型（主砲射撃管制） 282型（対空射撃管制） |
| 兵装     | 竣工時： 15.2cm連装連射砲4基 10.2cm単装高角砲4基 ヴィッカース 12.7mm四連装機銃3基 53.3cm四連装魚雷発射管2基 1945年時： 15.2cm連装連射砲4基 10.2cm連装高角砲4基 ボフォース40mm四連装機関砲4基 53.3cm四連装魚雷発射管2基 |
| 装甲     | 舷側：102mm 船尾：64mm 甲板：32 - 51mm 主砲塔：25mm |
| 航空兵装 | カタパルト1基 フェアリー・シーフォックス1機 （のちにスーパーマリン・ウォーラスに換装） |

エイジャックス (HMS Ajax) はイギリス海軍の軽巡洋艦。リアンダー級。
艦名はギリシア神話の英雄、アイアース（大アイアース）に由来する。この艦名は、イギリス海軍で代々襲名されてきた。
日本語では、エージャックスや、アジャックスと表記する事例もある。

## 艦歴

### 戦間期
「エイジャックス」は1933年2月7日にイギリスはヴィッカース社バロー・イン・ファーネス造船所で起工された。1934年3月1日に進水し、1935年4月12日に竣工。
就役当初は北アメリカ・西インド艦隊 に所属していたが、1935年5月、アビシニア危機（第二次エチオピア戦争）のあおりを受け、地中海に派遣された 。
同年11月に派遣を終え、西インド艦隊に復帰したのちは、南北アメリカ、カナダへの遠征を行いつつ訓練を続けた。
1937年、改修のためにイギリスに帰国すると、翌年の1月まで入渠した（この時、4基のタービンが単段式から二段式に改装された）。
1939年1月27日、チリで発生した地震を受け、現地のイギリス領に向かい、巡洋艦「エクセター」 と共に救助に尽力した。

### ラプラタ沖海戦

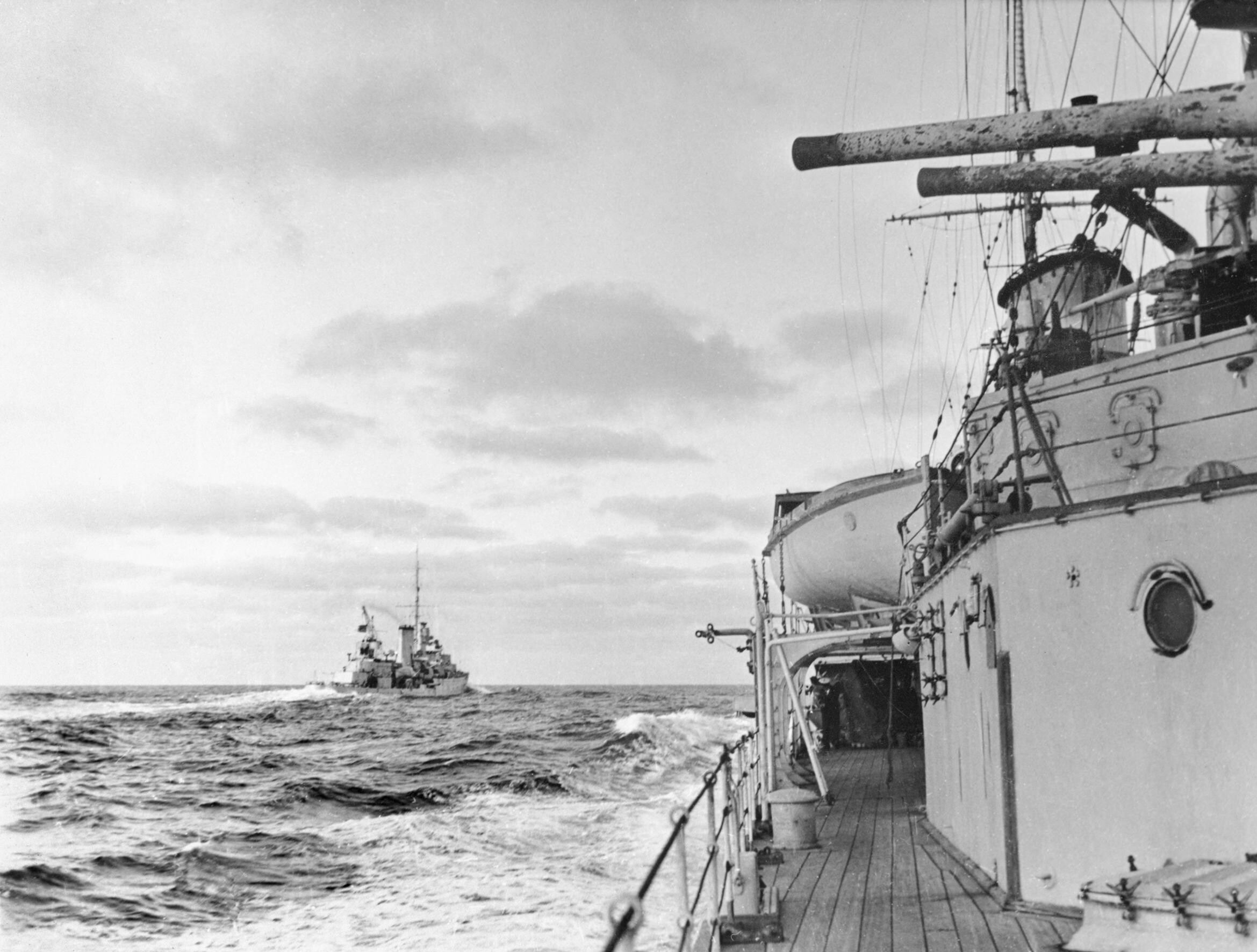
ラプラタ沖海戦時のエイジャックス艦上。同航する僚艦はアキリーズ。

第二次世界大戦勃発前夜、「エイジャックス」と重巡洋艦「エクセター」からなる南アメリカ戦隊（ヘンリー・ハーウッド代将、「エクセター」座乗）は新たに作られた南大西洋艦隊に移された。「エイジャックス」は戦争勃発の1週間前にリオデジャネイロに入港した。「エイジャックス」の艦長はチャールズ・ウッドハウス大佐であった。
ウッドハウスは「エイジャックス」の位置をドイツ側に把握されなくするとともに、その存在でドイツ商船の出航をためらわさせることを狙って「エイジャックス」を出港させ、ラプラタ川へ向かっている途中で戦争勃発を知らせる電文を受信した。
「エイジャックス」は9月3日にラプラタ川沖でドイツ船「オリンダ (Olinda)」（4576トン）を、9月4日にリオグランデ・ド・スルの東南東200浬でドイツ船「カール・フリッツェン (Carl Fritzen)」（6594または6954トン）を沈めた。両船はともに自沈し、「エイジャックス」が4インチ砲で処分した。捕虜は英船に乗せられ、モンテビデオに送られた。
9月9日、「エイジャックス」は「エクセター」と合流した。ハーウッドは、ドイツ商船がフォークランド諸島を襲撃しようとしているかもしれないと思い、「エイジャックス」をポート・スタンリーへ派遣した。ドイツ船が会合するとの情報が9月24日にあり、その場所へ重巡洋艦「カンバーランド」が派遣されることに伴い、その穴を埋めるために「エイジャックス」はリオデジャネイロへ戻された。
9月30日、イギリス船「クレメント」がドイツ装甲艦「アドミラル・グラーフ・シュペー」に沈められた。10月5日までに「エクセター」、「エイジャックス」、駆逐艦「ハヴォック」、「ホットスパー」はリオデジャネイロ水域に集結し、戦闘に備えた。10月27日、ハーウッドは「エイジャックス」に移った。
ラプラタ川での給油の問題についてアルゼンチン海軍当局と議論するため、11月6日にハーウッドは「エイジャックス」でブエノスアイレスを訪れた。「エイジャックス」は11月8日にブエノスアイレスを離れ、ラプラタ川水域を哨戒した。11月22日、「エイジャックス」と軽巡洋艦「アキリーズ」はドイツ船「Lahn」と「Tacoma」を捜索したが、発見できなかった。11月25日に「エイジャックス」はラプラタ川を離れ、搭載機でバイアブランカを偵察した後フォークランド諸島へ向かい、11月27日に着いた。
12月2日、南大西洋で「アドミラル・グラーフ・シュペー」はイギリス船「ドリク・スター」を沈めた。同日、「エイジャックス」はラプラタ川へ向けて出航し、夕刻ハーウッドは「ドリク・スター」が沈められたことを知った。ドイツ船「Ussukuma」がバイアブランカより出航したとの情報が12月5日にあり、「エイジャックス」はアルゼンチン沿岸を南下。同日、「エイジャックス」は「Ussukuma」を発見。「Ussukuma」は自沈した。
12月13日、襲撃先を予想していた英連邦巡洋艦3隻は、ラプラタ沖で「グラーフ・シュペー」と邂逅した。
砲火力で劣る英艦隊は、数的優勢と機動力を活用して対抗する。「エイジャックス」が戦闘前に発進させたフェアリー・シーフォックスも大いに活躍した。
海戦が始まると、最初にベル艦長が指揮する「エクセター」が被弾して深刻な損傷を受け、戦線離脱を余儀なくされた。ポケット戦艦が大破した「エクセター」にとどめを刺そうとしたので、「エイジャックス」と「アキリーズ」が割って入る。今度は英連邦軽巡2隻が「シュペー」の11インチ砲（28cm砲）を浴びせられた。激しい砲火に曝された「エイジャックス」は、2度の直撃弾を含む7度の砲撃を受け、第三砲塔、および第四砲塔が使用不能になり、竜骨が一部損傷し、死傷者数は12人（死者7人を含む）に及んだ。だが敵艦が発射した魚雷を本艦の水上偵察機が発見して報告したので、回避することが出来た。
一方で、「グラーフ・シュペー」も英巡洋艦3隻から20発ほどの直撃弾を受けていた（エキセターより3発、残りは6インチ砲）。艦首に損傷を受け、非装甲部分への損害も無視できず、燃料浄化装置も損傷した。結局、ドイツ豆戦艦は英巡洋艦3隻にとどめをささず、モンテビデオ港まで撤退する。まだ戦闘力を維持していた連合軍軽巡2隻は「シュペー」を追いかけ、同艦がモンテビオ港に入ると外で監視をおこなう。さらに僚艦「カンバーランド」と合流し、応急修理に追われる「グラーフ・シュペー」に圧力をかけた。再戦の機会を伺いながら、あたかも英艦隊の増援を待っているように見せかけたのである。イギリス側は各種宣伝作戦を実行し、ドイツ側はイギリス空母「アークロイヤル」、巡洋戦艦「レナウン」がラプラタ河口沖に到着したと信じ込む。損傷した「シュペー」がイギリス海軍の包囲網を突破して母国に辿りつける見込みはなく、レーダー元帥とシュペー艦長ハンス・ラングスドルフ大佐は自沈を決断した。
「エイジャックス」はポート・スタンリーで給油を受け、巡回任務に帰還した。

### 地中海での活動

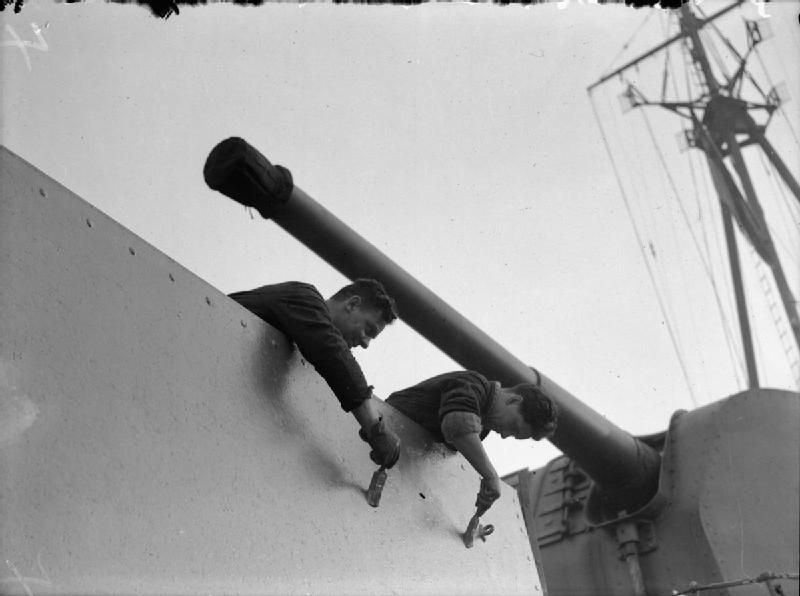
次なる戦闘に備えて艦体を塗装中の乗組員。エイジャックスは1940年以降に単檣から三脚檣に変わったため、1940年以降の撮影と判る。

1940年（昭和15年）1月、「エイジャックス」はモンテビデオ、リオデジャネイロ、シエラレオネを経由し、イギリス本土に帰投する。1月の終わりには、空母アークロイヤル、巡洋戦艦レナウン、駆逐艦ヘイスティ、ヒーロー、デインティ、ダイアモンドと航路を共にした。1月31日、プリマスに到着した。
2月にはチャタム工廠のドッグに入渠し、整備を受けた。同月15日、ラプラタ沖海戦で共に戦った重巡「エキセター」がプリマスに到着する。「エクセター」や「エイジャックス」の一部乗組員はロンドンに派遣され、イギリス国王ジョージ6世から勲章を授与された。
本艦の整備が終了し、戦線に復帰したのは1940年（昭和15年）8月である。レーダー増設工事、艦首および艦橋の改装を受けていた。地中海戦線の第7巡洋戦隊 (7th Cruiser Squadron) に配属され、艦体にはマウントバッテンピンク塗装がなされた。
この時、すでにフランスはドイツやイタリアと停戦協定を結んでヴィシー政権が樹立しており、イタリア王国の主要交戦国は今やイギリスとなっていた。
8月21日、通商護衛の任を受けた「エイジャックス」は、重巡洋艦「ヨーク」と共にイギリスを立った。ハット作戦 (Operation Hats) で連合軍輸送船団は地中海を経由しエジプトに至る予定だったが、イタリア王立海軍 (Regia Marina) が制海権を握っていたため、ダーバン経由の海路変更を余儀なくされた。
9月末、エンプレス・オブ・ジャパン、オライオン (客船)、オロンセイの3隻からなる武装船団をアデンからスエズまで護送したのち、30日にはオーストラリア海軍の軽巡洋艦「シドニー」とアレクサンドリアで合流した（MB5作戦）。アレクサンドリアは地中海艦隊 (Mediterranean Fleet) の本拠地であり、司令長官カニンガム提督は戦艦「ウォースパイト」に将旗を掲げていた。
10月2日から16日にかけて、「エイジャックス」は地中海での通商作戦の主力艦隊に参加した。すなわち、リビヤに向かうイタリア船団への通商破壊と、マルタに向かうイギリス船団の通商護衛である。作戦当初、「エイジャックス」は別働艦隊を組み、イタリアの護送船団を捜索した。
そして10月8日、来たるMB6作戦のため、主力艦隊に合流した。このマルタ補給船団は、地中海攻防戦とマルタ攻囲戦において特に大規模かつ、重要な輸送作戦である。作戦行動において、エイジャックスは同型の軽巡洋艦「オライオン」と共に、12日の第四船団のアレクサンドリアへの到着に先駆けて、マルタ南東海域を巡回した。なお、このとき主力艦隊は船団の東側に展開していた。
10月11日深夜から12日未明にかけて、「エイジャックス」はイタリア王立海軍の小規模艦隊と交戦した（パッセロ岬沖海戦）。この海戦において、スピカ級水雷艇3隻、ソルダティ級駆逐艦4隻と事実上単独で交戦するという不利な状況下ながら、水雷艇2隻を撃沈、イタリア駆逐艦「アルティリエーレ」を撃破するという戦果をあげ、16日にアレクサンドリアに帰投した。
一方で、「エイジャックス」は7発の直撃弾を受け、救命艇1隻を喪失し、艦橋とレーダーに甚大な被害を受けると共に、35名の死傷者（死者13名を含む）を出した。
10月末、クレタ島のサウダ湾に陸上部隊を輸送する任務に就いた際には、イタリア空軍 (Regia Aeronautica) の航空攻撃から辛くも逃れた。
11月6日、主力艦隊に合流した「エイジャックス」は、地中海艦隊を総動員した大規模輸送作戦、MB8作戦に参加した。
英連邦軽巡3隻（エイジャックス、オライオン、シドニー）と英駆逐艦2隻は艦隊を組み、タラント空襲のための陽動作戦を行った（オトラント海峡海戦）。この作戦でイギリス艦隊は4隻のイタリア商船を撃沈し、水雷艇1隻を大破させた。海戦に勝利したあとアルバニアの軍港ドゥラスに砲撃を加え、石油精製設備を炎上させた。
11月15日から20日にかけては、4隻の巡洋艦と共にアレキサンドリアからアテネの都市、ピレウスまで陸戦部隊を輸送した。11月23日にはクレタ島の輸送船団を護衛し、イギリスのトリポリ爆撃を支援した。

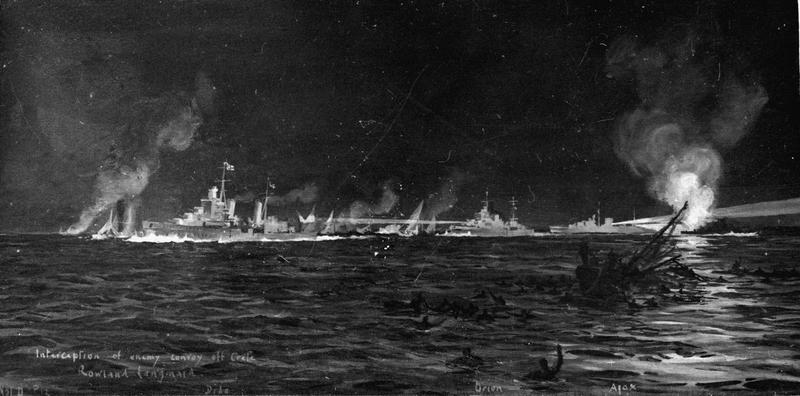
クレタ島攻防戦期のエイジャックスを描いた絵画。ダイドー、オライオン、エイジャックスの順で航行している。

翌1941年（昭和16年）3月末、ウィッペル提督が率いる偵察艦隊としてマタパン岬沖海戦に参加した。
5月21日、クレタ島攻防戦（ドイツ側呼称：マーキュリー作戦）ではドイツ空軍 (Luftwaffe) のJu 87の航空攻撃を受けて損傷しながら任務を続行した。クレタ島撤退作戦従事中の5月27日、Ju-87の急降下爆撃で再び損傷し、戦線離脱を余儀なくされた。
修理後の6月、白と黒を基調とする複雑なダズル迷彩塗装が施された。この頃の「エイジャックス」が地中海艦隊旗艦とともに停泊していた際、アンドリュー・カニンガム司令長官が「幻惑されてかなわんから、エイジャックスを移動させてくれ」と打診してきた逸話がある。
同月8日～13日にはシリア・レバノン戦役に参加した。11月に入っても、ドイツアフリカ軍への海上輸送を妨害するK部隊に所属して活躍を続ける。1942年（昭和17年）2月、調整と改修のために地中海戦線を離れた。

### 改装
1942年（昭和17年）2月6日、スエズ運河を離れ、喜望峰を経由してイギリスに向かった。3月9日にインド洋に至り、4月9日にはフリータウンを経由し、同月14日にスコットランド南西部のクライド川河口に到着した。
6月6日から9月にかけて、チャタム工廠のドッグに入渠し、調整と改装を施された。
この改装では、新たに対空砲としてエリコンKA20mm機関砲11基が搭載されたほか、レーダー設備が大きく拡充され、対空戦に十全の備えを見せた。
10月になり試験航海が終了すると、同月24日には任務を再任し、11月までスカパ・フローにおいて本国艦隊と共に慣熟演習を行った。12月31日、通商作戦を遂行するため、アルジェリアのアンナバで戦線に復帰した。
しかし、その翌日、年が明けた1943年（昭和18年）1月1日、アルジェリア・ボーヌで船団護衛中にエイジャックスは不幸にも450kg爆弾を受け、行動不能に陥った。
同月7日、ジブラルタルで応急修理を行ったが損傷は大きく、本格的な修理のため、アメリカ軍基地に入港することを余儀なくされた。

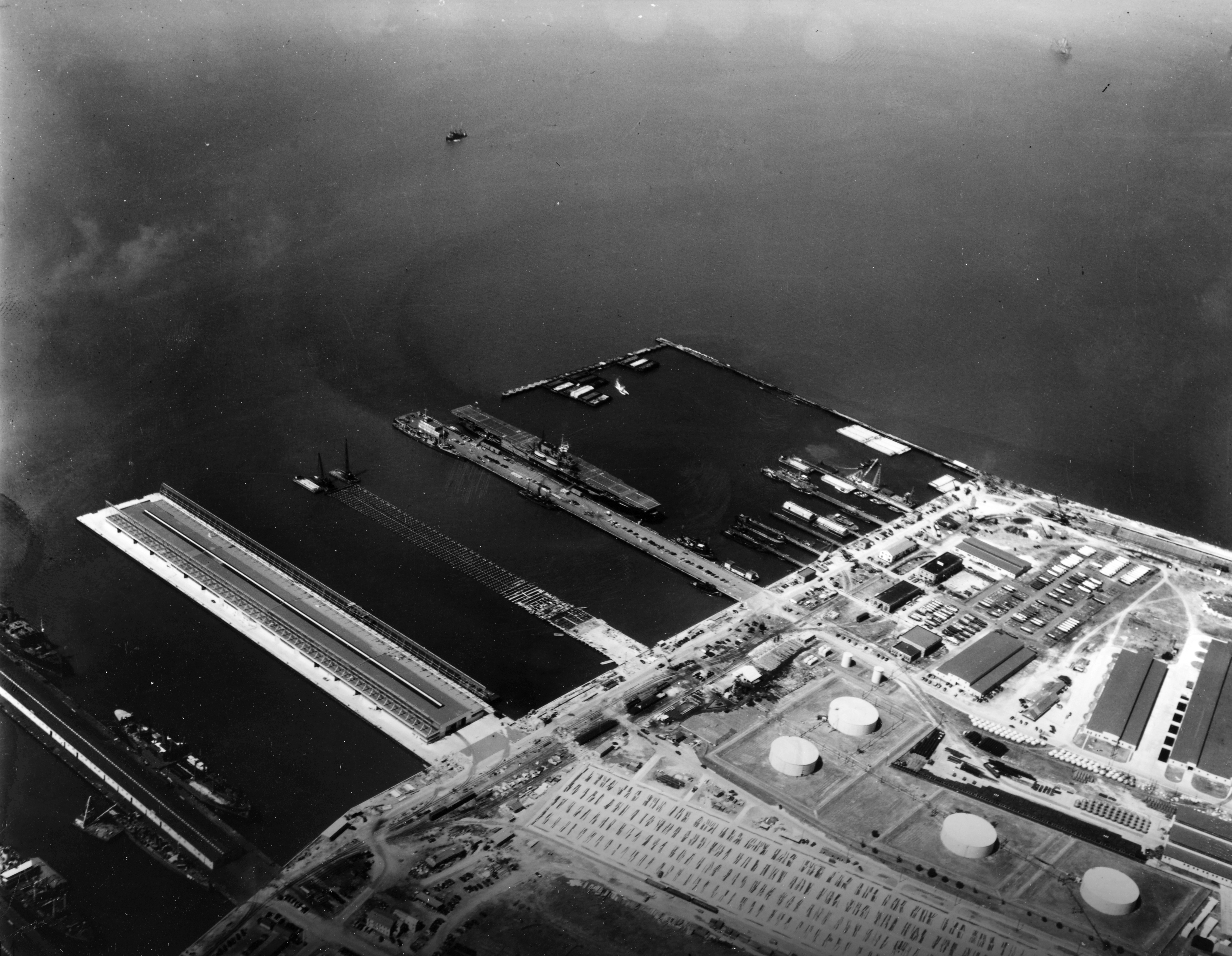
ノーフォーク海軍基地、エイジャックスはここで対空装備の増強を行った。

ヴァージニア州ノーフォーク海軍基地で行われた修理は9月まで続き、加えてボフォース40mm四連装機関砲4基が新たに搭載されたほか、レーダー設備が再び見直された。
10月に試験航海を終えた後、バミューダ経由でイギリスに帰国すると、11月に調整を完了し、ポーツマスで12月25日に再任を受けた。その後、スカパ・フローの本国艦隊の元で慣熟演習を行い、1944年の2月に地中海戦線に復帰した。
結局、この一連の改装の間、1943年の1月の数日を除き、エイジャックスは2年間近く戦線を離れていた。

### ノルマンディー上陸作戦
1944年6月6日、ノルマンディー上陸作戦（ネプチューン作戦）において、「エイジャックス」はゴールドビーチ上陸の支援砲撃を行った（ノルマンディー作戦の参加艦艇一覧）。さらに8月には戦艦「ラミリーズ」などと共に南フランスへの上陸作戦を支援した（ドラグーン作戦、戦闘序列）。

### 戦後

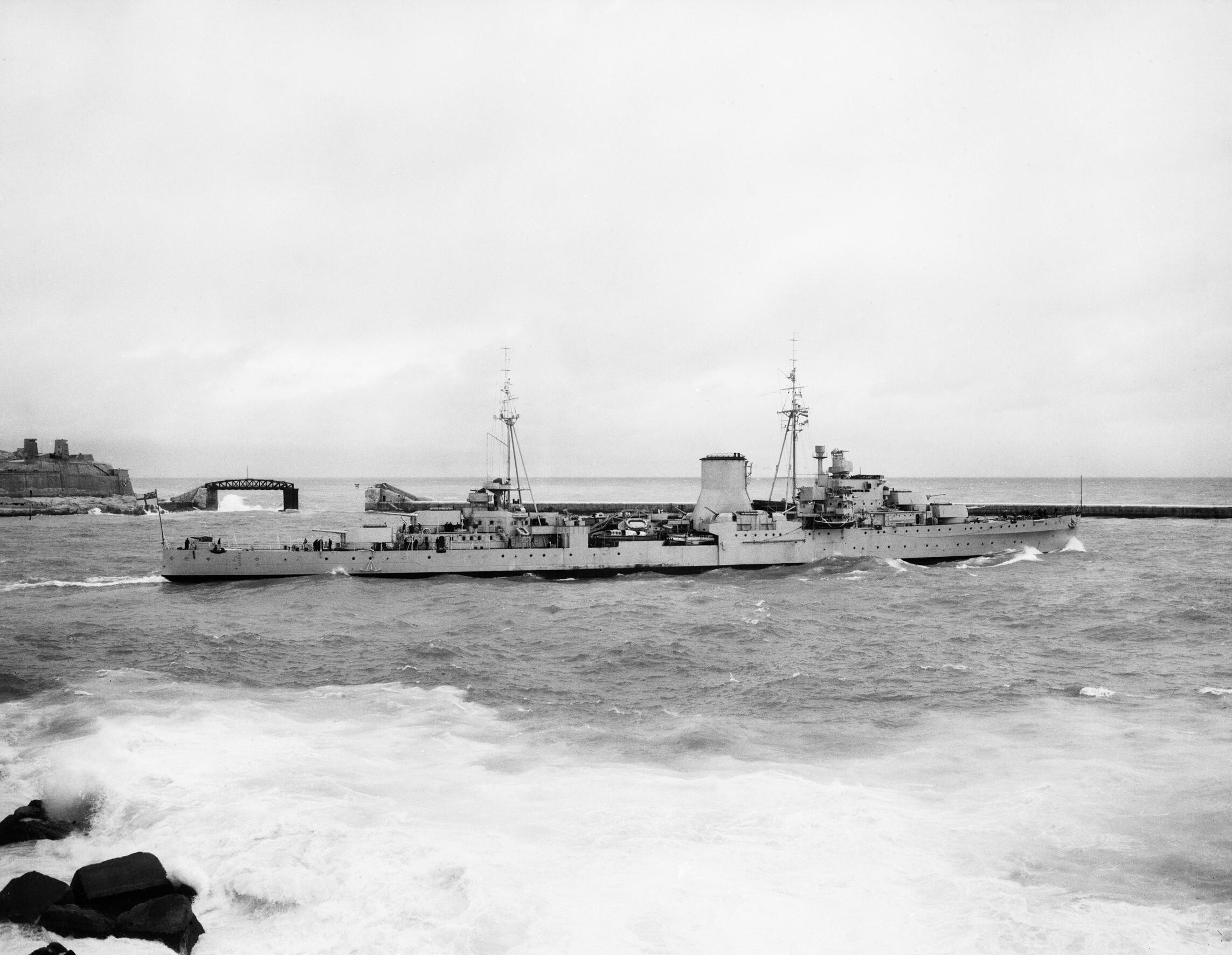
グランド・ハーバー内のエイジャックス、1945年。対空装備の強化が窺える一枚。

第二次世界大戦が終戦したのちは、旧ドイツ兵の復員支援および、地中海の情勢安定を行った。
1947年にはギリシャ内戦に派遣され、アテネによるエーゲ海奪還に協力した。パレスチナ哨戒任務にも参加し、ユダヤ人の不法移民船取り締まりに貢献したほか、1947年にはエクソダス号事件においては、不法移民船エクソダス号をドイツまで護衛した英艦隊の一角を担った。
旧ドイツ兵の復員支援においては、奇妙な因果か、「アドミラル・グラーフ・シュペー」の元船員を輸送している。
1948年2月、「エイジャックス」の退役が決定された。当初は同型艦の「アキリーズ」と同様、インド海軍に売却される予定だったが、ウィンストン・チャーチルが売却に反対した。多大な戦果を挙げた武勲艦は、自国の歴史に語り継がれるべきだと主張したのである。
結局、売却は取り下げられ、1949年9月9日、ウェールズの都市ニューポート、マンマスシャーを経由し牽引され、南ウェールズまでの最後の航海を行った。
1949年、解体処分され、14年あまりの軍役を終えた。

## エイジャックスの記憶
カナダのオンタリオ州に存在する、「エイジャックス」はこの艦の、ラプラタ沖海戦での活躍を記念して名付けられた。
また、この街の道路はそれぞれの船員の名前から取られており、街頭には、この艦のシルエットをモチーフにした看板が並んでいる。
さらに、この街のカナダ王立協会支部の前には本艦の錨が展示されている。
ラプラタ河口の都市モンテビデオには、「エイジャックス」の鐘のモニュメントがある。このモニュメントは1949年に、元艦長のヘンリー・ハーウッド卿および当時の外交官ユージン・ミルトンにより寄贈されたもので、現在でも税関を出てすぐの場所で見ることができる。
南極海にある「エイジャックス氷瀑」はこの艦にちなみ、1960年に名付けられた。

## 創作への影響
作家ワーレン・チュートは、1930年代にエイジャックスに従軍しており、この経験を元に、『The Cruiser』を執筆している。この作品に登場する架空の軍艦、アンティゴニー (HMS Antigone) はエイジャックスをモチーフにしている。
1956年のイギリス映画、『The Battle of the River Plate（邦題：戦艦シュペー号の最後）』では、「エイジャックス」の撮影に、軽巡洋艦「シェフィールド (HMS Sheffield, C24) 」が用いられている。
2013年に中華人民共和国でリリースされたアプリゲーム、「戦艦少女（現・戦艦少女R）」では、擬人化された美少女としてエイジャックスが登場する。史実にちなみ、同じく擬人化されたアドミラル・グラーフ・シュペーとの交流が描かれている。
また、2017年に同国でリリースされた「アズールレーン」にも、擬人化されたエイジャックスが登場するが、こちらにもグラーフ・シュペーとの交流が描かれている。また、同作ではラプラタ沖海戦をモチーフにしたイベントが開催されている。